# La torre dels cavalls blaus
La torre dels cavalls blaus és una pintura del pintor expressionista Franz Marc, del 1913, tres anys abans de la seua mort durant la Primera Guerra Mundial. Aquesta obra, una de les més importants de l'artista, va desaparéixer cap al final de la Segona Guerra Mundial, al 1945. El seu darrer propietari, Hermann Göring, l'havia adquirida per a enriquir la seua col·lecció personal durant una exposició d'art degenerat organitzada pels nazis a Munic, al 1937.

## Descripció
Aquest quadre de grans dimensions, que només pot observar-se en reproduccions, representa un grup de quatre cavalls de perfil amb tonalitats blaves. Els caps s'orienten cap a la dreta; tenen els cossos robustos, «gairebé d'amplària real». Les gropes resten al centre del quadre. El costat esquerre conté un paisatge rocós abstracte amb tons grocs, marrons i rogencs dominat per un arc de Sant Martí estriat de taronja en un cel de color ambre. L'arc de Sant Martí s'encreua amb lluna i creua el cos del primer cavall, il·lustrant, potser, la voluntat de l'artista de representar la unitat del cosmos i la natura.

## Idea
La torre dels cavalls blaus és un dels primers quadres abstractes del pintor. El va mostrar per primera volta a Sindelsdorf, la ciutat on vivia. Franz Marc s'interessava des de feia molt pel tema eqüestre. Així, el seu famós quadre Cavall blau I del 1911 representa un poltre amb tons blaus.

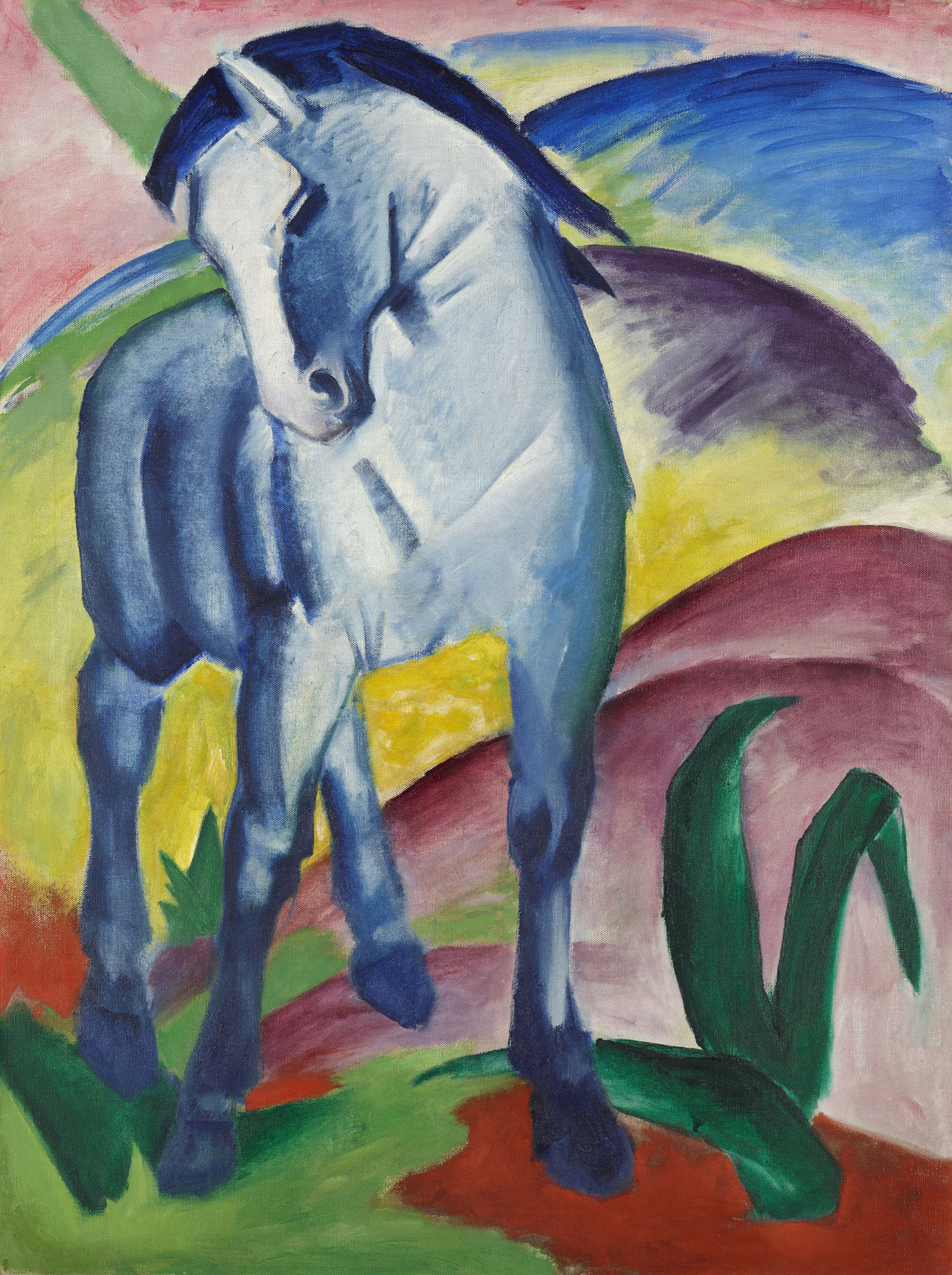
Cavall blau I, 1911, oli sobre tela, Lenbachhaus

En la teoria del color, el blau representa el sexe masculí: Franz Marc ho va explicar en una carta a August Macke del 12 de desembre del 1910:
«El blau representa el principi masculí, sec i cerebral. Groc és el principi femení, suau, alegre i sensual. El roig representa la matèria, brutal i pesada, sempre combatuda i vençuda pels dos altres! Si barreges el blau, seriós i intel·lectual amb el roig, mentre augmentes el blau fins a una pena insofrible, el groc que assossega, complementari del violeta, hi serà indispensable. […] Si barreges roig i groc per a obtenir taronja, augmentes la violència sensual del groc, passiu i femení, de manera que el blau, l'home fred i cerebral, serà novament necessari; és cert que el blau es fixa immediatament i automàtica al costat del taronja, aquests colors s'estimen. Blau i taronja donen un so festiu. Si ara barreges blau i groc amb verd, llavors despertes el roig, la matèria i la terra, a la vida...»

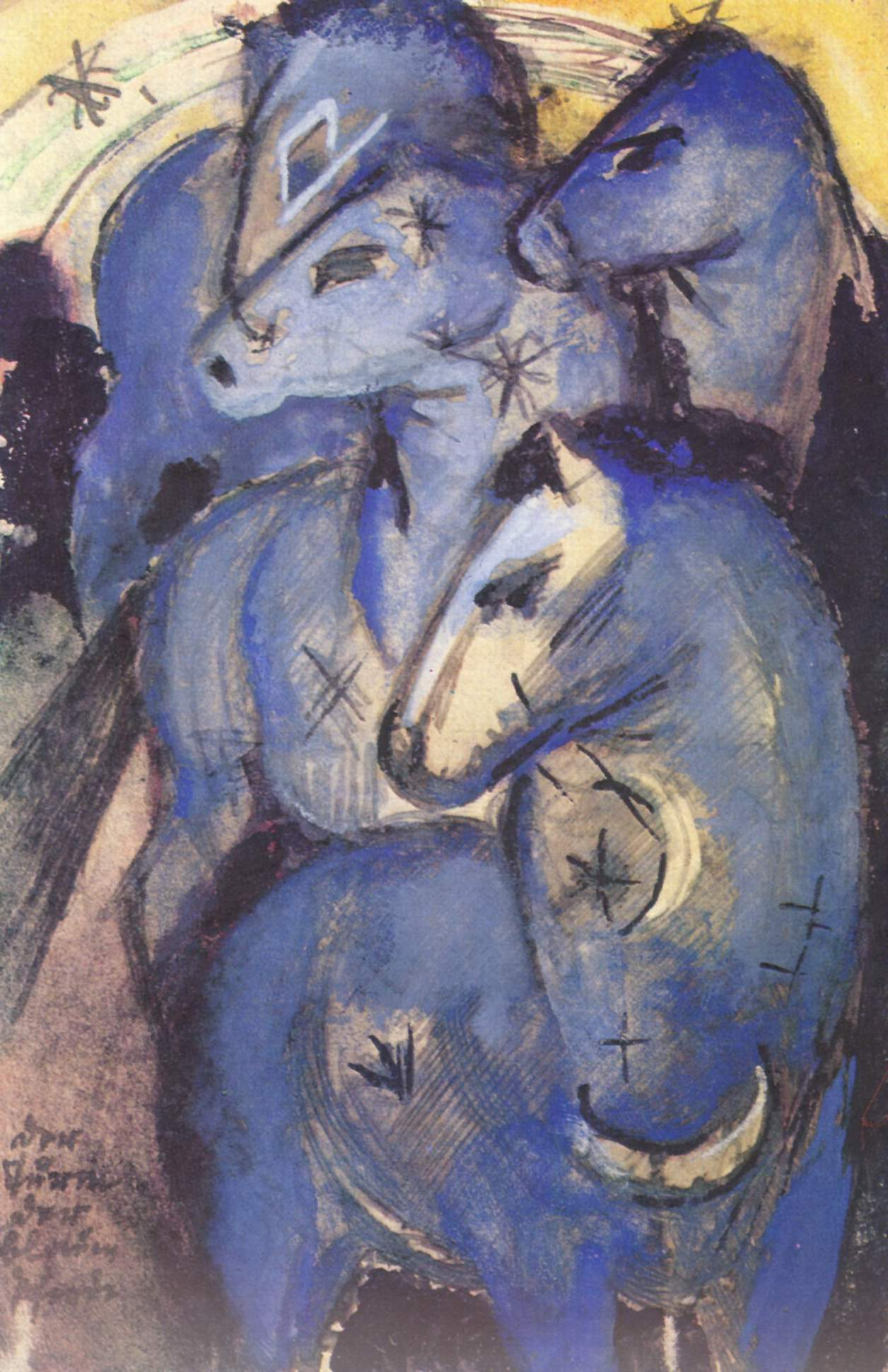
La torre dels cavalls blaus, 1912/1913. Guaix i tinta sobre paper, Col·lecció gràfica de l'Estat de Munic

Aquest principi que associa el groc al sexe femení es troba en La vaca groga, del 1911; exposada en l'estrena del grup Der Blaue Reiter, del 18 de desembre del 1911 a l'1 de gener de 1912 a Munic.

## Història
En una postal de Franz Marc del 1912 a la seua amiga i poeta Else Lasker-Schüler, hi ha un dibuix en guaix i tinta xinesa titulat "El cavaller blau presenta a Sa Majestat el seu cavall blau…", i és la primera d'una sèrie de 28 postals de felicitació que Marc va enviar a la poeta. Una postal de felicitació de l'any nou 1913 en format 14-9 cm fou el primer exemple del quadre realitzat a partir d'un dibuix al llapis en un paper.
El quadre fou pintat a principis de l'any nou, i el seu amic Vassili Kandinski el va veure a Sindelsdorf, encara en el cavallet.
Al juliol del 1919 el va comprar Ludwig Justi, director de la Galeria Nacional de Berlín, aconsellat per August Gaul, a Maria Marc,  vídua de l'artista, i va ser col·locat al Kronprinzenpalais i els visitants dels Jocs Olímpics de 1936 encara el van poder admirar.

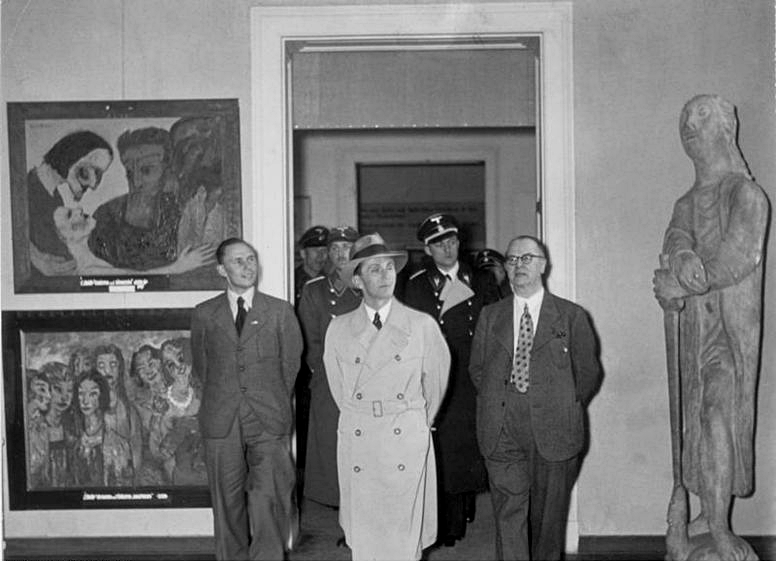
Joseph Goebbels en l'exposició Art degenerat de Munic al 1937

L'historiador Eric Hobsbawn, en l'autobiografia Anys interessants, assegura haver-lo vist al vestíbul del Prinz-Heinrichs-Gymnasium de Berlín durant l'any 1933, any en què ell n'era alumne. També relata aquesta situació: «...no és estrany que el quadre La torre dels cavalls blaus de Franz Marc -recorde molt bé la seua presència al vestíbul de l'escola- prohibit per les noves autoritats per considerar-lo "art degenerat", fos rescatat per un grup d'estudiants d'un dels magatzems i tornat a penjar en la seua pròpia aula».
Amb número d'inventari 14126 es va exhibir més tard en una exposició d'"art degenerat" a Munic i després de ser-hi comprat, s'hi va perdre la pista, tot i que hi ha qui diu haver-lo vist. El 2001, es va creure que era en un cofre d'un banc de Zúric, però no ha estat pas comprovat.